# Viola hallii
Viola hallii är en violväxtart som beskrevs av Asa Gray. Viola hallii ingår i släktet violer, och familjen violväxter. Inga underarter finns listade i Catalogue of Life.